# 布萊斯·戴蒙
布萊斯·戴蒙（英語：Bryce Deadmon，1997年3月26日—），美國田徑運動員，他代表美國隊參加了日本舉行的2020年夏季奧林匹克運動會，結果獲得男子4×400米接力比賽金牌和混合4×400米接力比賽銅牌。